# Kiea
Kiea, staroż. Keos (starogr. Κέως (Keos), nowogr. Κέα / Τζια (Kea / Cia),
łac. Ceos; potocznie znana także jako Kea) – wyspa należąca do archipelagu Cyklad położona na Morzu Egejskim u wybrzeży Attyki. 
Leży w administracji zdecentralizowanej Wyspy Egejskie, w regionie Wyspy Egejskie Południowe, w jednostce regionalnej Kiea-Kitnos, w gminie Kiea.
W wyniku prowadzonych na wyspie prac wykopaliskowych zostały odkryte zabudowania najstarszej (obecnie znalezionej) świątyni, datowanej na ok. 1700 p.n.e. oraz pozostałości po zabudowaniach związanych z okresem mykeńskim. Odkryte zabudowania to ufortyfikowana osada osłonięta od strony lądu potężnym, kamiennym murem obronnym. Wewnątrz znajdowały się domy budowane także z kamienia na planie prostokąta. Pod niektórymi odkryto piwnice. Ściany domów wspierały się na głębokich fundamentach, co jest rzadkością w architekturze tego okresu. Wśród ruin odnaleziono też pozostałości sklepienia kolebkowego. W ruinach świątyni odnaleziono około 20 glinianych posągów ludzkich, z których najmniejsze mają ok. metra, a największe osiągają wysokość człowieka.
Wyspa jest też miejscem urodzin Symonidesa, greckiego poety chóralnego (ok. 556–468 p.n.e.), autora między innymi sławnego epigramatu na cześć Spartan poległych pod Termopilami. Na Keos urodził się także sławny sofista Prodikos, który wielokrotnie pełnił misje dyplomatyczne na rzecz ojczystej polis. Niedaleko wyspy znajduje się wrak HMHS Britannica.